# Ichenhausen
Ichenhausen település Németországban, azon belül Bajorországban. Lakosainak száma 9403 fő (2023. december 31.). Ichenhausen Kötz, Pfaffenhofen an der Roth és Kammeltal községekkel határos.

## Népesség
A település népessége az elmúlt években az alábbi módon változott:
| Lakosok száma | 2451 | 3926 | 5730 | 7166 | 8411 | 8689 | 8811 | 9010 | 9329 | 9403 |
|               | 1875 | 1950 | 1975 | 1987 | 2012 | 2014 | 2016 | 2017 | 2021 | 2023 |